# فيتالي ليتفينوف
فيتالي ليتفينوف (بالروسية: Литвинов, Виталий Викторович)‏ (17 نوفمبر 1970 في روسيا - ) هو لاعب كرة قدم روسي (وحمل سابقاً جنسية الاتحاد السوفيتي) في مركز الدفاع. لعب مع أورالان إليستا وتوربيدو موسكو ونادي أورال يكاترينبورغ ودينامو بريانسك ونادي دينامو سانت بطرسبرغ ‏ ونادي فيدنو ‏ وFC Druzhba Arzamas ‏ وFC Progress Chernyakhovsk ‏ وFC Torpedo-ZIL Moscow ‏.

## وصلات خارجية
- فيتالي ليتفينوف على موقع قاعدة بيانات كرة القدم.إي يو (الإنجليزية)